# Chrysochlorina quadrilineata
Chrysochlorina quadrilineata är en tvåvingeart som först beskrevs av Jacques-Marie-Frangile Bigot 1887.  Chrysochlorina quadrilineata ingår i släktet Chrysochlorina och familjen vapenflugor. Inga underarter finns listade i Catalogue of Life.